# ホワイトボードペイント
ホワイドボード塗料（ホワイトボードペイント）とは、IDEAPAINT社で開発された、塗装面をホワイトボードとして使用できる塗料のこと。
主に壁面に使用し、サイズ制限のない自由な形状のホワイトボードができることが利点である。自由なアイデアを生み出す発想ツールとして、情報を共有するコミュニケーションツールとして、オフィス施設を中心にニーズがある。
応用として、テーブルや建具などさまざまなものをホワイトボード化することもできる。

## アイデアペイントについて
IDEAPAINT社のホワイトボード塗料、アイデアペイントは至るところをホワイトボードに変え、溢れ出るアイデアを逃さず受け留められるスペースを作ります。まるで魔法のように、無機質な空間を価値のある環境に変えます。誰もが持っている発想中枢を刺激し、アイデアを加速させ、より良い結果へと繋げます。
アイデアペイントは、世界中の15万件を超えるオフィスや学校で愛されています。
ウォールストリート・ジャーナル、マシャブル、ファースト・カンパニー、CNBC、その他アイデアを実現化するさまざまな場面において、大きな影響を与えるツールとして賞賛されています。

## ストーリー
IDEAPAINT社は、2002年に大学１年生であったJohn Goschaによって設立されました。 このアイデアは、Babson College（Wellesley、MA　起業家教育に特化した単科大学）の寮のブレインストーミングの現場で生まれました。ある日、学生たちは壁を大きな紙で覆い、そこへ自分のアイデアを書き出していました。彼らのアイデアが増えるとともに紙は文字でいっぱいになり、剥がされては張り替えしなければなりませんでした。　「もっと良い方法が無いだろうか？」 そこで友人のAndrew Foleyは、寮の全ての壁をホワイトボードに変えられる塗料を思い立ちました。
しかし、それを商品化することは想像以上の困難でした。 2003年、バブソン大学は創業支援金をIDEAPAINT社に授与し、Johnは外部の研究室と一緒に研究を開始しました。実験室で1年以上研究した後、研究室は「技術的に不可能である」と結論付けました。 2005年、JohnとAlex Galperinは、別の研究所で再び挑戦を始めました。
2006年、Johnはバブソン大学を卒業し、追加の創業ファンドを確保し、常勤社長（2006-2009）を務めました。William,AlexとAndrewは新しい事業のため離れることになりましたが、Johnにはアイデアペイントを継続することを薦め、成功を願いました。 その後2つの研究所が「既存のホワイトボードに打ち勝つ消去性能を備えた塗料を製造することは技術的に不可能である」と結論を出した後、Johnはミシガン州にあるCAS-MI研究所でMarty Donbroskyの協力を得ました。
John と Marty（共同発明家）は、彼らの粘り強さと優れた技量により、ようやく最初のアイデアペイントを完成しました。 そして2006年後半と2007年初めに、Johnは2人のBabsonの元同級生Jeff AvallonとMorgen　Newmanをスカウトしました。アイデアペイントは、2008年6月にNEOCON（世界的な建材展示会）で大々的に発表され、数々の有名な賞を受賞。 2008年の春、リーボックの元最高マーケティング執行役員で、ブレークアウェイ・ベンチャーズのマネージングパートナーであるDennis Baldwinと会い、アイデアペイントは、2008年8月に5百万ドルのシリーズAファイナンシャルラウンドでアイデアペイントに多額の融資を受ける契約を締結しました。

## メーカー
- IDEAPAINT（http://ideapaint.com/)

## 日本正規代理店
- アイデアプラス株式会社　（https://ideapaint.jp/）